# 三浦銀二
三浦 銀二（みうら ぎんじ、1999年〈平成11年〉12月30日 - ）は、福岡県福岡市南区出身のプロ野球選手（投手）。右投右打。

## 経歴

### プロ入り前
福岡市立筑紫丘小学校3年生の時に筑紫丘ファイターズに入り軟式野球を始め、福岡市立筑紫丘中学校では軟式野球部に所属。
福岡大学附属大濠高等学校に進学し、1年秋からベンチ入り。同学年にはバッテリーを組んだ古賀悠斗がおり、1学年上に浜地真澄、2学年上に坂本裕哉がいた。2年秋からエースとなり、九州大会で優勝し、明治神宮大会でもベスト4に進出。この秋の公式戦は全て完投した。3年春の第89回選抜高等学校野球大会に出場し、創志学園との1回戦で3失点完投勝利。滋賀学園との2回戦では宮城滝太と投げ合い、延長15回を1失点完投し引き分け再試合に。中1日で行われた再試合で3失点完投勝利し、ベスト8に進出した。報徳学園との準々決勝では疲労を考慮して登板を回避し、チームも敗れた。同年夏は福岡県大会決勝で東筑に敗れ、2季連続での甲子園出場を逃した。大会後に行われた2017 WBSC U-18ワールドカップの日本代表に選出され、オープニングラウンドの南アフリカ戦、3位決定戦のカナダ戦に先発登板していずれも勝利投手となった。
法政大学に進学し、1年春からベンチ入り。同年秋には3勝を記録し、チームのリーグ戦優勝に貢献した。3年時は調子を落とし未勝利に終わったが、4年春から主将に就任し、2021年4月10日の慶應大学戦では無安打での1失点完投勝利「ノーヒットワンラン」を記録した。その後、9月10日にプロ志望届を提出した。
10月11日のドラフト会議にて、横浜DeNAベイスターズから4位指名を受けた。11月18日、契約金4500万円、年俸870万円で仮契約を結んだ。背番号は30。背ネーム表記は、監督である三浦大輔の「D.MIURA」にあやかって、「G.MIURA」となった。ベイスターズでは高校日本代表のチームメイトで、東京六大学野球でも対戦した早稲田大学出身の徳山壮磨がドラフト2位の同期入団となり、高校の先輩である坂本のほか、高校日本代表でチームメイトだった櫻井周斗、法政大学で1学年先輩だった石川達也とも再びチームメイトとなった。

### DeNA時代
2022年は、春季キャンプから一軍メンバーに選ばれる。ルーキーで唯一の開幕一軍入りを果たしたが、プロ入り初登板となった3月25日の広島戦で8回からリリーフ登板し2回3失点。その後、登板の機会が無く4月1日に登録抹消となった。二軍で調整を続け、8月28日に再び一軍昇格したが、最終的に6試合の登板で防御率10.80だった。
2023年は2年連続で開幕を一軍で迎え、開幕4戦目に登板するも打ち込まれ翌日登録抹消となった。その後は二軍で19試合連続自責点無しと好投した時期もあったが、最終的に36試合に登板し防御率5.30に終わり、一軍へ昇格することも無かった。
2024年は二軍で17試合に登板し防御率8.62と不振に陥った。一軍登板もなく、同年戦力外通告を受けた。

## 選手としての特徴
テイクバックの小さい上手投げから投げる最速152km/h、常時140km/h台中盤の直球を武器に、スライダー、カーブ、フォークといった変化球を織り交ぜる。
体操選手のように体が柔らかく、柔軟性に優れた身体能力を持ち合わせている。

## 詳細情報

### 年度別投手成績
| 年 度     | 球 団     | 登 板 | 先 発 | 完 投 | 完 封 | 無 四 球 | 勝 利 | 敗 戦 | セ 丨 ブ | ホ 丨 ル ド | 勝 率 | 打 者 | 投 球 回 | 被 安 打 | 被 本 塁 打 | 与 四 球 | 敬 遠 | 与 死 球 | 奪 三 振 | 暴 投 | ボ 丨 ク | 失 点 | 自 責 点 | 防 御 率 | W H I P |
| --------- | --------- | ----- | ----- | ----- | ----- | -------- | ----- | ----- | -------- | ----------- | ----- | ----- | -------- | -------- | ----------- | -------- | ----- | -------- | -------- | ----- | -------- | ----- | -------- | -------- | ------- |
| 2022      | DeNA      | 6     | 0     | 0     | 0     | 0        | 0     | 0     | 0        | 0           | ----  | 42    | 8.1      | 16       | 2           | 1        | 0     | 0        | 8        | 0     | 0        | 10    | 10       | 10.80    | 2.04    |
| 2023      | DeNA      | 1     | 0     | 0     | 0     | 0        | 0     | 0     | 0        | 0           | ----  | 8     | 1.0      | 4        | 0           | 1        | 1     | 0        | 0        | 0     | 0        | 4     | 4        | 36.00    | 5.00    |
| 通算：2年 | 通算：2年 | 7     | 0     | 0     | 0     | 0        | 0     | 0     | 0        | 0           | ----  | 50    | 9.1      | 20       | 2           | 2        | 1     | 0        | 8        | 0     | 0        | 14    | 14       | 13.50    | 2.36    |

- 2024年度シーズン終了時

### 年度別守備成績
| 年 度 | 球 団 | 投手  | 投手  | 投手  | 投手  | 投手  | 投手     |
| 年 度 | 球 団 | 試 合 | 刺 殺 | 補 殺 | 失 策 | 併 殺 | 守 備 率 |
| ----- | ----- | ----- | ----- | ----- | ----- | ----- | -------- |
| 2022  | DeNA  | 6     | 0     | 0     | 0     | 0     | ----     |
| 2023  | DeNA  | 1     | 0     | 0     | 0     | 0     | ----     |
| 通算  | 通算  | 7     | 0     | 0     | 0     | 0     | ----     |

- 2024年度シーズン終了時

### 記録
初記録
投手記録
- 初登板：2022年3月25日、対広島東洋カープ1回戦（横浜スタジアム）、8回表から5番手で救援登板、2回3失点
- 初奪三振：同上、8回表に大盛穂から空振り三振

打撃記録
- 初打席：2022年9月7日、対読売ジャイアンツ18回戦（東京ドーム）、6回表に山﨑伊織から遊ゴロ

### 背番号
- 30（2022年[15] - 2024年）

### 代表歴
- 2017 WBSC U-18ワールドカップ